# Robert Prohl
Robert Prohl (* 1952) ist ein deutscher Sportwissenschaftler, Hochschullehrer und Heilpraktiker.

## Leben und Werk
Nach dem Lehramtsstudium in den Fächern Sport und Englisch, welches er 1981 mit dem zweiten Staatsexamen abschloss, war Prohl von 1981 bis 1990 Wissenschaftlicher Mitarbeiter an der Johann-Wolfgang-Goethe-Universität Frankfurt am Main. 1986 erlangte er die Doktorwürde und beendete 1990 seine Habilitation. Anschließend war Prohl ab 1991 Professor für Sportwissenschaft an der Universität Erfurt sowie ab 1999 Professor für Sportpädagogik am Institut für Sportwissenschaften Frankfurter Johann-Wolfgang-Goethe-Universität. Während seiner Frankfurter Amtszeit war Prohl von 2001 bis 2005 Studiendekan des Fachbereichs Psychologie und Sportwissenschaften. Er war bis 2018 Lehrstuhlinhaber in Frankfurt und blieb danach als Seniorprofessor in der Lehre.
Im Mittelpunkt seiner sportwissenschaftlichen Arbeit standen bildungstheoretische Grundlagen der Sportpädagogik, der Sportunterricht, Bewegungserziehung im Vorschulalter sowie die Pädagogik des Leistungssports. Zusammen mit Volker Scheid ist er Herausgeber der in mehreren Bänden erschienen Lehrbuchreihe „Kursbuch Sport“. Den Stand der Sportpädagogik bis zum Jahr 2010 hat er in der Monografie „Grundriss der Sportpädagogik“ zusammengefasst. Sein akademisches Wirken in Forschung und Lehre wird im 2023 erschienenen Sammelband „Gelebte Sportpädagogik“ beschrieben.
Noch während seiner Dienstzeit als Professor absolvierte Prohl von 2012 bis 2014 eine Ausbildung zum Heilpraktiker. In den Folgejahren nahm er an mehreren Fortbildungen auf diesem Gebiet teil und wurde beruflich als Heilpraktiker tätig.